# Hadula halodeserti
Hadula halodeserti är en fjärilsart som beskrevs av Zoltan Varga 1973. Hadula halodeserti ingår i släktet Hadula och familjen nattflyn. Inga underarter finns listade i Catalogue of Life.